# Ґрунтовий профіль

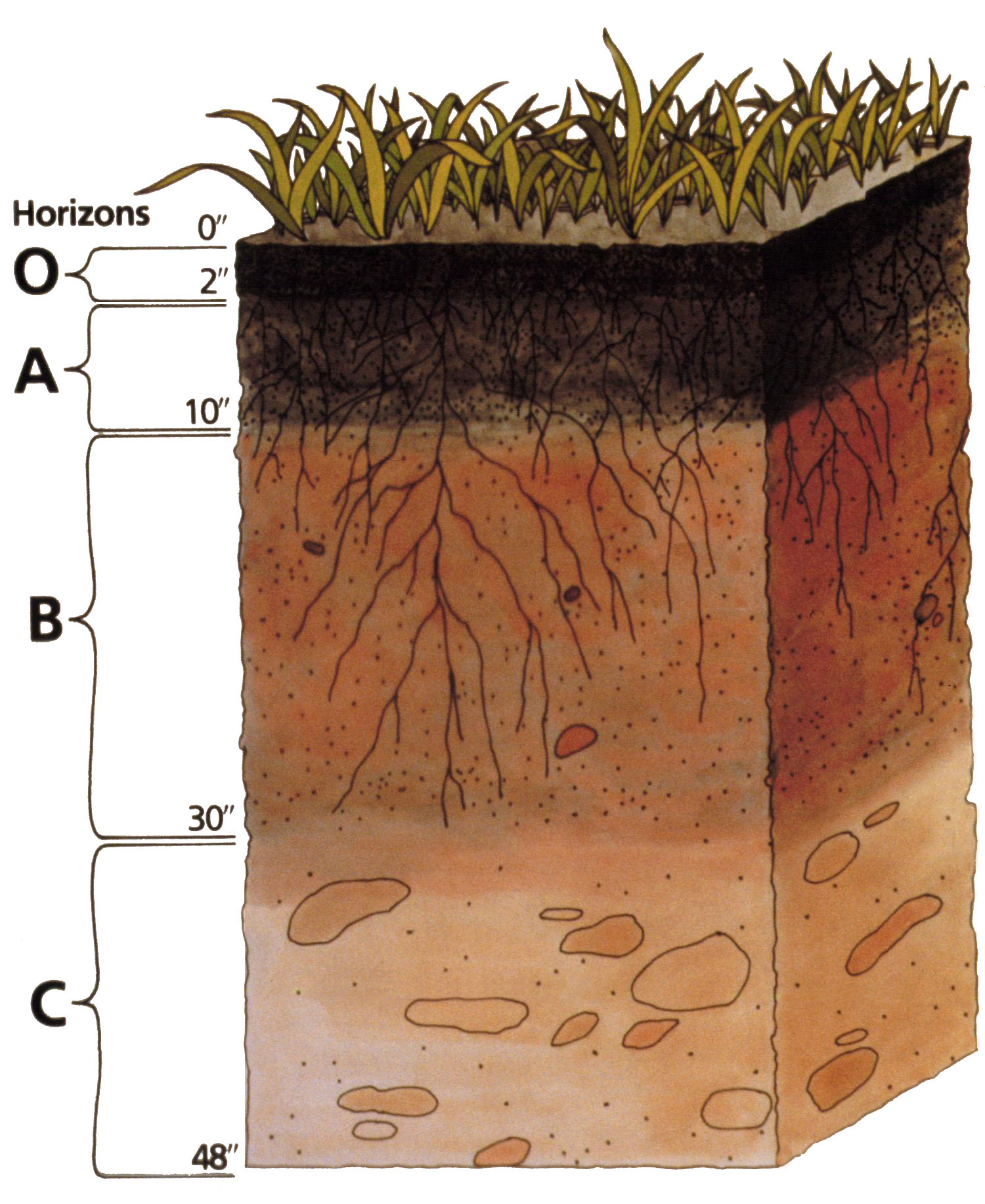
Приклад профілю

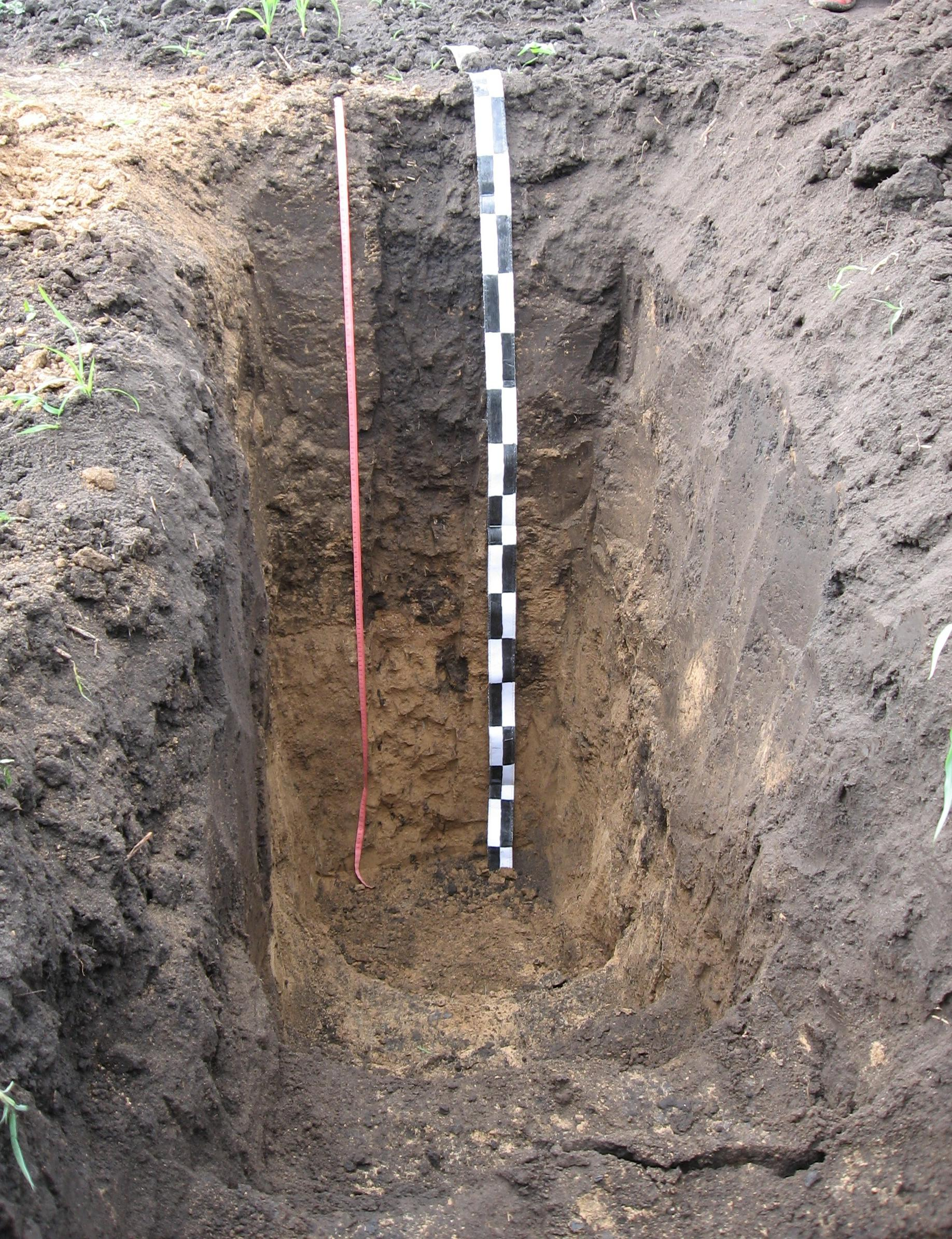
Ґрунтовий розріз

Ґрунтовий профіль (від італ. profilo — обрис) — це певне поєднання генетичних горизонтів у межах ґрунтового тіла (педона або поліпедона), специфічне для кожного типу ґрунтоутворення в усіх особливостях його прояву. Досліджується розрізом товщі ґрунту від поверхні до материнської (ґрунтотвірної) породи. Має шарувату будову, утворюючи сукупність генетичних ґрунтових горизонтів і підгоризонтів, що сформувались в процесі ґрунтоутворення і розрізняються між собою за морфологічними ознаками, складом і властивостями.
Потужність ґрунтового профілю від десятків сантиметрів до декількох метрів. Профілі ґрунтів земель, освоєних господарською діяльністю, часто бувають порушеними або укороченими, оскільки обробка ґрунтів, особливо плантажна оранка, призводить до змішування ґрунтового матеріалу, а ерозія і дефляція — до зносу верхніх горизонтів.
Кожен ґрунт має свій унікальний профіль. Особливості будови ґрунтових профілів, складу і властивостей їх горизонтів служать основою для морфологічної діагностики ґрунтів. Дослідження ґрунтового профілю також широко використовуються під час картографування ґрунтів, розробці агротехнічних і меліаоративних заходів тощо.